# Ekstremt højt og utrolig tæt på (film)
Ekstremt højt og utrolig tæt på er en amerikansk dramafilm instrueret af Stephen Daldry. Manuskriptet er skrevet af Eric Roth og er baseret på Jonathan Safran Foers roman af samme navn.
Filmen handler om drengen Oskar, der har mistet sin far under Terrorangrebet den 11. september 2001. Faren har efterladt ham en nøgle, og Oskar prøver at finde ud af, hvad nøglen passer til. Filmen fik blandede anmeldelser, men opnåede alligevel 2 oscarnomineringer.

## Produktion
Det blev offentliggjort i 2010, at Stephen Daldry og Scott Rudin havde arbejdet på en filmatisering af romanen i 5 år. Eric Roth blev hyret til at skrive manuskriptet. Filmen blev produceret af Warner Bros. og Paramount Pictures.
Tom Hanks og Sandra Bullock blev castet først til filmen. Der blev ledt efter en dreng i alderen 9 til 13 år, der kunne spille rollen som Oskar, i oktober 2010. Thomas Horn, der, som 12-årig, havde vundet 30.000$ i en børneudgave af Jeopardy!, blev valgt til rollen i december 2010. Horn havde ingen erfaring med skuespil, blev blev udelukkende valgt på sin optræden i jeopardy.
Indspilningen begyndte i marts 2011 i New York, og sluttede i juni 2011.

## Modtagelse
Filmen blev modtaget meget blandet blandt kritikerne. Betsy Sharkley fra Los Angeles Times kaldte filmen en "Smukt poleret, eftertænksomt indpakket Hollywoodproduktion om den nationale tragedie, 9/11, der ser ud til for altid at have redefineret ord som utænkelig, utilgivelig og katastrofal". Andrea Peyser fra New York Post kaldte den "Ekstremt, utrolig udnyttende" og et "forsøg på følelsesmæssig afpresning, billige gys og et åbenlyst trick for at få en Oscar". Peter Howell fra Toronto Star gav filmen 1 ud af 4 stjerner, og sagde at "Filmen føles forkert på alle niveauer, den forveksler gammelklogskab med kløgt ... og er beregnet som oscarmadding, men maddingen er forgiftet af opportunisme og simuleret følsomhed".